# Вторичный рынок
Вторичный рынок товаров — рынок, на котором происходит продажа, перепродажа и обмен товаров, уже бывших в употреблении.

## Недвижимость
Вторичный рынок недвижимости во многих странах, включая Россию, порой превышает первичный рынок. Допустим квартира в центре крупного города, возраст которой может превышать 100 лет, может стоить значительно дороже чем новая квартира в спальном районе. 
Цены на рынке жилья с начала года остаются в замороженном состоянии в ожидании положительных сдвигов в экономике: цены на первичном рынке жилья выросли по отношению к аналогичному периоду 2016 года на 0,46%, а на вторичном рынке снизились на 0,52% 

## Автомобили и другой транспорт
После 1992 года на постсоветском пространстве активизировалась торговля автомобилями с пробегом. Машины, которые отработали в Евросоюзе, США и Японии, стали активно поставляться в Россию и другие страны СНГ, что еще породило такой бизнес, как разборка иномарок на запчасти. Со временем от государства к государству этот рынок стал приобретать свои особенности, как например в странах Прибалтики, так как они являются членами ЕС, старые машины из других государств ЕС ввозятся беспошлинно, то например в России с каждым годом все сильнее «закручивались гайки».
Например в 2002 году были повышены импортные пошлины на автомобили старше трех и старше 7 лет, ситуация достигла того, что практически всю стоимость машины с пробегом составляла таможенная пошлина.
В 2009 году «закручивание гаек» было продолжено и благодаря этому машины старше 5 лет ввозить в Россию стало просто не выгодно даже для личного пользования.
Тем временем в России начало активно развиваться частичное производство иномарок, связанное с изготовлением кузовов и ввозом импортных запчастей, хотя производители запчастей также осваивают производство в России. Вторичный рынок автомобилей стал превращаться во внутренний, то есть старые машины, нередко уже с отечественными кузовами, отработав первые годы жизни в крупных городах, доживают свою жизнь в провинции, хотя бывает и наоборот, как например машина, отработавшая первые годы жизни например в ЯНАО, может спокойно доживать в Новосибирске или Омске. В то же время, до 2014 года в России активно эксплуатировались машины, зарегистрированные в Прибалтике, но после изменений законодательства эта схема также стала нерентабельной. Подобным образом дела обстоят в Белоруссии и Казахстане.
Стоит заметить, что введение новых ограничений на импорт старых машин часто вызывало народные недовольства, так как в 1990-е годы появилась целая профессия — перегонщик машин, которая сейчас стала невостребованной. При этом, в то же время на Дальнем Востоке, а также в Калининграде, количество отечественных машин и даже производств стало активно расти.

## Вторичный рынок других товаров
Практически на всей планете существует огромный рынок антиквариата, где возраст и количество владельцев только прибавляют рейтинг и цену товара.
Еще в советское время, ввиду дефицита товаров, активно работали комиссионные магазины. Они продолжают работать и сейчас, также в постсоветский период активизировались нелегальные барахолки, а по мере популяризации интернета стали появляться сайты для продажи комиссионных товаров.
Вторичный рынок произведений искусства на арт-рынке подразумевает перепродажу арт-объектов: это продажа, покупка и обмен между коллекционерами, дилерами и музеями. На вторичном арт-рынке немаловажную роль играют также аукционные дома.

## Вторичный рынок ценных бумаг
Вторичный рынок ценных бумаг — это рынок, на котором происходит обращение ценных бумаг.

## Вторичный рынок труда
Вторичный рынок труда не требует от работников специальной подготовки и особой квалификации: неквалифицированные и сезонные рабочие, работники обслуживания, младший обслуживающий персонал, низшие категории служащих (напр. клерки) и т.п.